# Stygnomma larense
Espèce
Stygnomma larense est une espèce d'opilions laniatores de la famille des Stygnommatidae.

## Distribution
Cette espèce est endémique de l'État de Lara au Venezuela. Elle se rencontre vers Jiménez.

## Description
Le mâle holotype mesure 5,40 mm et la femelle paratype 5,70 mm.

## Systématique et taxinomie
Cette espèce a été décrite par González-Sponga en 1987.

## Étymologie
Son nom d'espèce, composé de lar[a] et du suffixe latin -ense, « qui vit dans, qui habite », lui a été donné en référence au lieu de sa découverte, l'État de Lara.

## Publication originale
- (es) González-Sponga, « Aracnidos de Venezuela. Opiliones Laniatores I. Familias Phalangodidae y Agoristenidae », Boletin de la Academia de Ciencias Fisicas, Matematicas y Naturales, vol. 23,‎ 1987, p. 1-562